# Circumstance
Circumstance é um filme de temática lésbica realizado por Maryam Keshavarz, centrado no universo feminino do Irão actual.

## Sinopse
Atafeh Hakimi (Nikohl Boosheri) é uma jovem de 16 anos de uma família rica de Teerão, no Irão. Atafeh e a sua melhor amiga Shireen (Sarah Kazemy), uma orfã cujos pais eram anti-revolução, participam com frequência em festas, com experiências com bebidas e drogas. Enquanto isto, os pais de Atafeh, Firouz e Azar Hakimi, relembram a sua juventude, pensando no que se tornou e o que será da sua família.
O irmão de Atafeh é um viciado em drogas em recuperação, que se torna cada vez mais religioso e obcecado com Shireen. Shireen, que vive com os tios, frequenta habitualmente a casa da família Hakimi, mantendo uma relação íntima com Atafeh. Shireen, sonha fugir com Atafeh para um lugar como o Dubai, onde possam ter uma relação livre.[carece de fontes?]

## Elenco[2]
- Nikohl Boosheri - Atafeh
- Sarah Kazemy - Shireen
- Reza Sixo Safai - irmão de Atafeh
- Nasrin Pakkho - Azar, mãe de Atafeh

## Prémios
- Audience Award, no Sundance Film Festival, de 2011.[3][4]
- Nº 50 dos melhores filmes de 2011, pela Paste Magazine.[5]